# Outeiro de Gatos
Outeiro de Gatos est un village portugais et une ancienne paroisse civile (en portugais : freguesia) de la commune de Mêda.
Avec une superficie de 12.97 km2 et une population de 406 habitants (2001), la densité de population s'élève à 31.3 hab/km2.
Cette paroisse est devenue un peu célèbre grâce au placement d'un retransmetteur de la SIC.
La loi no 11-A/2013 du 28 janvier 2013, portant réorganisation administrative du territoire des freguesias, fusionne Outeiro de Gatos avec les paroisses voisines de Mêda et Fonte Longa pour former l’União das Freguesias de Mêda, Outeiro de Gatos e Fonte Longa (dont le siège est à Mêda).